# Krähenwürger
Die Krähenwürger (Cracticus) sind eine Gattung aus der Familie der Schwalbenstarverwandten (Artamidae) in der Ordnung der Sperlingsvögel (Passeriformes).

## Merkmale
Die in Australien beheimateten Singvögel sind zwischen 30 cm und 40 cm lang. Einige Arten sind schwarz-weiß gefiedert, andere beinahe vollständig schwarz mit einigen grauen Federn. Sie besitzen einen langen geraden Schnabel mit einem markanten Haken am Ende, den sie zum Aufspießen von Beute verwenden. Ihr Gesang ist komplex und wird in hoher Tonlage vorgetragen, um die Reviere ihrer Gruppe das ganze Jahr über zu verteidigen. Im Gegensatz zu Vögeln des außertropischen Eurasiens und der amerikanischen Kontinente sind beide Geschlechter aktive Sänger.

## Ernährung
Krähenwürger sind überwiegend Insektenfresser, verzehren aber auch kleine Eidechsen und andere Wirbeltiere. Die gefangenen Beutetiere spießen sie auf Dornen oder klemmen sie zwischen Astgabeln oder in Felsspalten ein. Dadurch werden die Beutetiere zum einen fixiert, während sie gegessen werden. Zum anderen werden so Vorräte zum späteren Verzehr angelegt, mit denen außerdem Geschlechtspartner angelockt werden.

## Lebensweise
Ihre Rolle im Ökosystem entspricht der der Würger (Laniidae) in Europa und Afrika, die auf ähnliche Weise Nahrungsvorräte anlegen. Sie sind jedoch nur entfernt miteinander verwandt. Die Lebensräume der Krähenwürger sind vielfältig und reichen von tropischem Regenwald bis zur trockenen Buschsteppe. Wie viele ähnliche Arten haben sie sich gut an die Urbanisierung angepasst und sind in begrünten Vorstädten in ganz Australien zu finden. Sie sind gut anpassungsfähig, leicht zutraulich und nehmen angebotenes Futter gerne an.

## Fortpflanzung
Ein Gelege umfasst zwei bis fünf Eier. Arten, die im offenen Land leben, haben tendenziell größere Gelege. Mit Ausnahme von Papuakrähenstar (und Mangrovekrähenstar), die im Regenwald beheimatet sind, brüten die Krähenwürger in Kolonien und unterstützen sich gegenseitig bei der Aufzucht. Die Nester aus Zweigen werden in den oberen Astgabeln von Bäumen gebaut. Die Jungvögel bleiben bei ihrer Mutter, bis sie nahezu ausgewachsen sind. Sie neigen dazu, ihr beständig zu folgen und unaufhörlich zu piepen während diese für sie nach Nahrung sucht.

## Systematik
Die Gattung Cracticus wurde 1816 von dem französischen Vogelkundler Louis Pierre Vieillot mit der Typusart Papuakrähenstar (Cracticus cassicus) eingeführt. Der Name stammt von dem altgriechischen κρακτικός kraktikos, deutsch ‚laut, lärmend‘.

### Äußere Systematik
Die Krähenwürger gehören der Familie der Schwalbenstarverwandten (Artamidae) an und bilden zusammen mit den drei Arten der Gattung Strepera, den zwei Arten der Gattung Peltops sowie dem Mangrovekrähenstar (Melloria quoyi) und dem Flötenkrähenstar (Gymnorhina tibicen) die Unterfamilie der Würgerkrähen (Cracticinae).

### Innere Systematik
Der Mangrovekrähenstar (Melloria quoyi) wird manchmal als Mitglied der Gattung Cracticus angesehen (Cracticus quoyi). Von diesem abgesehen besteht die Gattung aus folgenden sechs Arten:
| Bild | Wissenschaftlicher Name | Trivialname              | Verbreitung                                |
| ---- | ----------------------- | ------------------------ | ------------------------------------------ |
|      | Cracticus torquatus     | Graurücken-Krähenstar    | Australien                                 |
|      | Cracticus argenteus     | Silberrücken-Krähenstar  | Australien                                 |
|      | Cracticus cassicus      | Papuakrähenstar          | Neuguinea                                  |
|      | Cracticus louisiadensis | Louisiadenkrähenstar     | Vanatinai in Papua-Neuguinea               |
|      | Cracticus mentalis      | Schwarzrücken-Krähenstar | südliches Neuguinea und Kap-York-Halbinsel |
|      | Cracticus nigrogularis  | Schwarzkehl-Krähenstar   | Australien                                 |